# Gerhard Knespel
Gerhard Knespel (* 15. Juli 1933 in Kunnersdorf; † April 2010) war ein deutscher Gebrauchsgrafiker und Maler.

## Leben und Werk
Gerhard Knespel wurde in Kunnersdorf in Nordböhmen geboren. Seine Familie kam in der Folge des Zweiten Weltkriegs in die Sowjetische Besatzungszone. Er absolvierte von 1949 bis 1952 eine Lehre als Dekorationsmaler und arbeitete danach in seinem Beruf. Von 1954 bis 1957 studierte er Gebrauchsgrafik an der Fachschule für angewandte Kunst Magdeburg, insbesondere bei Karl-Heinz Leue. Anschließend arbeitete er bis 1962 als Grafiker bei der DEWAG-Werbung Halle/Saale. Ab 1962 war er in Halle freischaffend als Gebrauchsgrafiker tätig.
1985 verließ Knespel Halle auf ärztlichen Rat nach mehreren Lungenentzündungen. Stattdessen lebte und arbeitete er in den Almricher Weinbergen bei Naumburg, wo er seine Gesundheit zurückerlangte. 1997 zog er in ein Eigenheim in Tröbsdorf.
Knespel entwarf u. a. Plakate, z. B. 1978 anlässlich der Brecht-Ehrung in der DDR, illustrierte und gestaltete Buchpublikationen und Werbematerialien etc. Auf der VIII. Kunstausstellung der DDR wurden von Knespel gestaltete Umschläge für Schulhefte gezeigt, auf der IX. Kunstausstellung eine dekorative Wandgestaltung (Aluminium/Holz, 100 × 650 cm), die er mit Hans-Georg Hoppe geschaffen hatte.
Neben seiner „Brotarbeit“ betätigte Knespel sich als freier Maler, Grafiker und Zeichner. U. a. schuf er um 2001 Blei- und Farbstift-Zeichnungen von historischen Persönlichkeiten wie Heinrich Heine, Franz Kafka und Rainer Maria Rilke und 2007 einen Gemäldezyklus Zwischen Glockenblume und Tod. Zu seinem Gesamtwerk gehören viele Landschaftsbilder, insbesondere mit Motiven aus seinen Wohnorten (Nordböhmen, Weinberge), aber auch von Reisezielen wie Toskana und Schweiz.
Knespel erteilte Malunterricht und leitete bis 2010 die einwöchigen Mal-Workshops „Sommer-Pleinair“ an der Unstrut. Er war bis 1990 Mitglied des Verbands Bildender Künstler der DDR.

## Ehrungen
- 1976: Nationalpreis III. Klasse für Kunst und Literatur (als Mitglied des Kollektivs „Städtebaulich-architektonische Planung und Gestaltung des Fußgängerbereichs Klement-Gottwald-Straße in Halle“)
- 1984: Orden Banner der Arbeit

## Buchillustrationen und -Gestaltungen (Auswahl)
- Hans Ambrosi, Bernhard Breuer: Deutsche Vinothek – Saale/Unstrut. Begleiter zu den Weinberg-Lagen, Winzern und ihren Küchen. Busse + Seewald, Herford 1995.
- Bildnerisches Volksschaffen, Bezirk Halle 1989. Bezirkskabinett für Kulturarbeit, Halle 1989.

## Ausstellungen (mutmaßlich unvollständig)

### Einzelausstellungen
- 2003: Bad Kösen, Kunsthalle des Romanischen Hauses (Retrospektive zum 70. Geburtstag)[3]
- 2008: Bad Kösen, Kunsthalle des Romanischen Hauses („75 Arbeiten zum 75.“)

#### Postum
- 2010: Freyburg/Unstrut, Künstlerkeller
- 2014: Freyburg/Unstrut, Galerie der Winzervereinigung
- 2015: Freyburg-Schleberoda, Sommergalerie im Dorfgemeinschaftshaus („Betrachtungen“)

### Ausstellungsbeteiligungen
- 1968: Brno, 3. Grafik-Biennale
- 1972/1973, 1977/1978 und 1982/1983: Dresden, VII. bis IX. Kunstausstellung der DDR
- 1978: Halle/Saale, Galerie Roter Turm („Das Plakat im Bezirk Halle“)
- 1979: Halle, Bezirkskunstausstellung
- 1996: Weißenfels, Schloss Neu-Augustusburg („Sachsen-Anhalt Süd. Kunst an Saale, Unstrut“)